# Nepenthes campanulata
Nepenthes campanulata este o specie de plante carnivore din genul Nepenthes, familia Nepenthaceae, ordinul Caryophyllales, descrisă de Sh. Kurata. Conform Catalogue of Life specia Nepenthes campanulata nu are subspecii cunoscute.

## Galerie de imagini

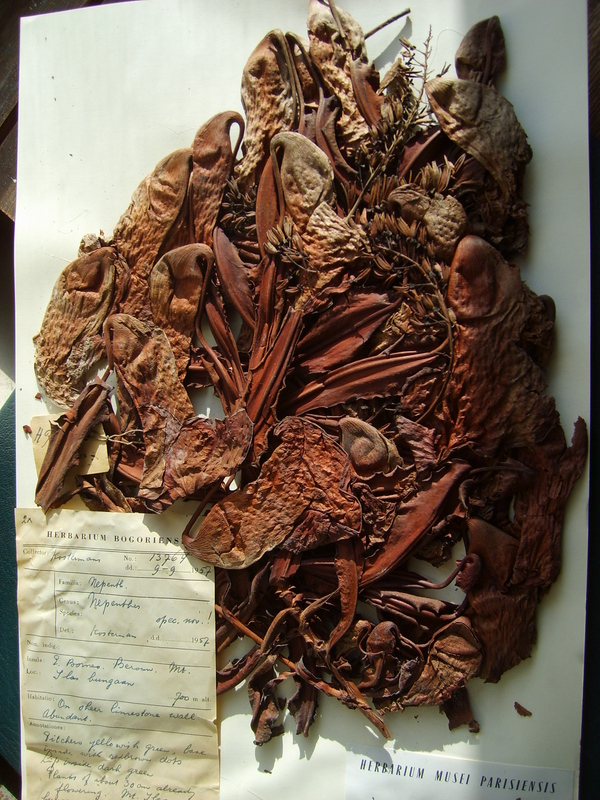
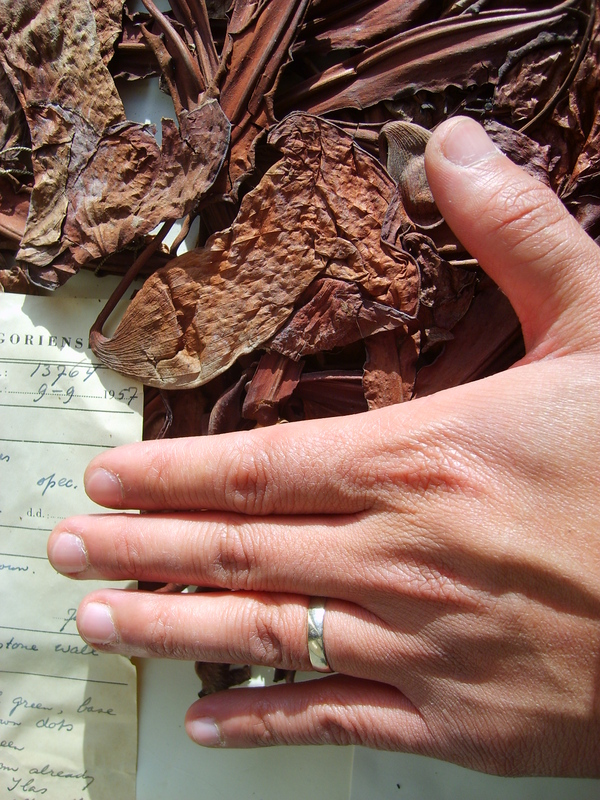
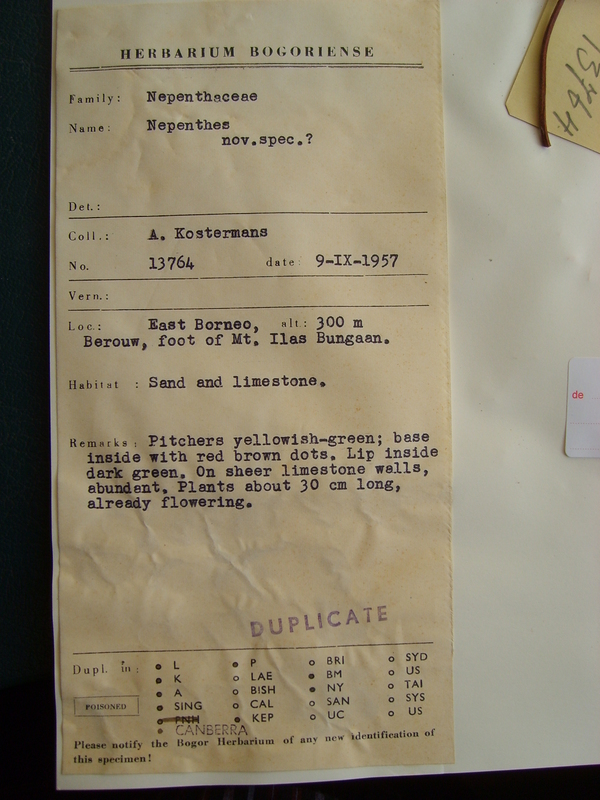
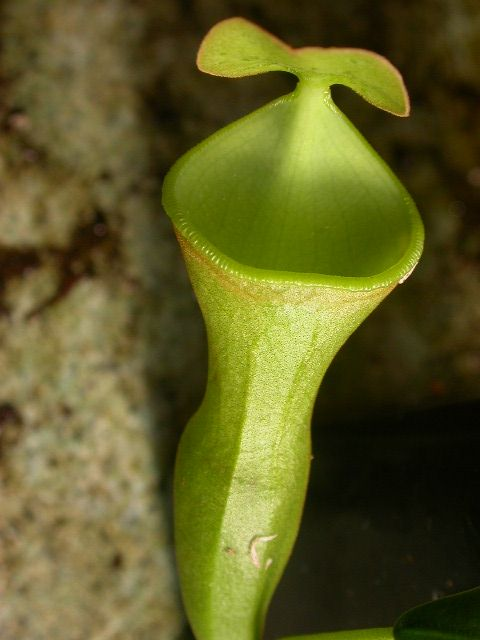